# Via bucal
Via bucal é uma via de administração aplicada no interior das bochechas.
Não é quase utilizada, salvo para administração de efeitos locais.

## Desvantagens
Dificuldade de conservar soluções ou outras formas farmacêuticas em contato com a mucosa oral devido à ação diluidora da saliva.

## Formas farmacêuticas
Soluções, géis,orabases, dentifrícios, colutórios, cremes e dispositivos orais.